# Controverses sur Boy Scouts of America
Vous lisez un « bon article » labellisé en 2010.
Les controverses sur Boy Scouts of America (BSA), l'une des plus grandes organisations privées de jeunes aux États-Unis, portent essentiellement sur les règles visant à interdire l'adhésion aux athées et agnostiques, mais aussi aux homosexuels, ces derniers étant accusés d'enfreindre, par leur comportement, les principes fondamentaux des Boy Scouts.
Ces règles sont considérées comme injustes par les non-croyants et les associations de lutte contre les discriminations,, tandis qu'elles sont considérées comme entièrement justifiées et légitimes par les dirigeants du mouvement,. BSA se défend des accusations en plaidant que ces règles sont essentielles pour instiller aux jeunes gens les valeurs du Serment scout et de la Loi scoute,.
La légalité de ces règles a été confirmée par des cours d'États et par plusieurs cours fédérales. La Cour suprême des États-Unis a affirmé qu'une organisation privée pouvait choisir ses propres critères d'admission, même s'ils sont de nature discriminatoire. En 2010, le débat consiste à déterminer si cette discrimination ne doit pas priver l'association de son accès aux ressources publiques, notamment aux terrains.
Le 18 février 2020, les Boys Scouts of America, qui comptent 2,2 millions d’adhérents âgés de 5 à 21 ans, annoncent déposer leur bilan, en raison des accusations d’abus sexuels qui ont donné lieu à de nombreux procès.

## Critères d'admission

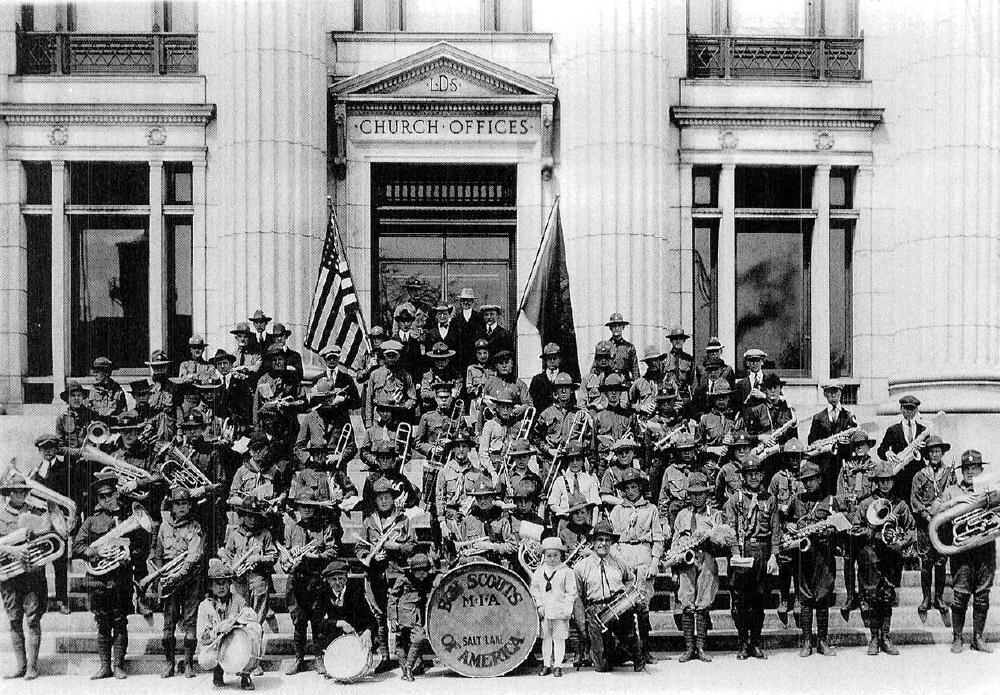
En 1910, des mormons organisent un rassemblement de ce qui deviendra, un an plus tard, Boy Scouts of America

BSA recherche, d'après les éléments énoncés dans son texte fondateur, à « préparer les jeunes gens à des choix éthiques et moraux au cours de leur vie, en leur instillant des valeurs décrites dans le Serment scout et dans la Loi scoute. »
Chaque membre est obligé de promettre respect et obéissance à ces deux règles. Les textes du Serment scout et de la Loi scoute sont inchangés depuis leur approbation en 1911, et chaque membre doit accepter de les suivre strictement.
Un passage du Serment scout est notamment :
Serment scout
Sur mon honneur, je ferai de mon mieux
Pour faire mon devoir envers Dieu et mon pays
et obéir à la Loi des scouts ;
Pour aider mon prochain à chaque fois ;
Pour me garder fort physiquement,
Intellectuellement éveillé et moralement droit.
La Loi scoute stipule :
Loi des Scouts
Un scout est digne de confiance, loyal, serviable, aimable, courtois, gentil, obéissant, gai, économe, brave, propre et respectueux.

### Le poids des organisations religieuses
La spiritualité a été une part intégrante du mouvement scout international, depuis sa création. Ainsi, dès 1908, le fondateur du scoutisme Robert Baden-Powell écrivait dans son premier manuel scout :

« Aucun homme ne peut être bon s'il ne croit pas en Dieu et ne vit pas sous l'obéissance à Ses Lois »

[réf. nécessaire]
Des organisations religieuses sponsorisent directement, à hauteur de 60 %, 123 000 unités scoutes dans l'ensemble des États-Unis et utilisent le programme scout comme un moyen de rencontre et d'accès à la jeunesse américaine,.
Des représentants de divers courants religieux, parmi lesquelles le mormonisme, le catholicisme, le méthodisme, le luthéranisme et le presbytérianisme font partie du Bureau exécutif national de BSA, de son Conseil de direction et du Comité aux relations religieuses.
Dès 1978, Boy Scouts of America fit circuler un mémorandum par l'intermédiaire de son Bureau exécutif national affirmant que l'organisation n'était en aucun cas appropriée aux homosexuels, et que ces derniers devaient être écartés de tous les postes d'encadrement.
De la même façon, en 1985, BSA indique par le biais de ce même comité, que le Serment scout et la Loi scoute sont incompatibles avec l'agnosticisme et l'athéisme. L'organisation assure que cette règle n'était pas nouvelle, et que les membres de Boy Scouts of America n'avaient jamais eu le droit d'être athées ou agnostiques, ni d'être des homosexuels « avoués ». Il s'agit donc, selon ces dirigeants, d'édicter en règle ce qui était déjà une obligation tacite depuis la création de l'organisation.
La nouvelle fut accueillie comme une preuve supplémentaire de la vague de discriminations à l'encontre des non-croyants et homosexuels, de la part de Boy Scouts of America,.

### Position vis-à-vis des athées et des agnostiques
La position de BSA est que les athées et agnostiques ne doivent pas pouvoir participer au scoutisme, aussi bien les jeunes que les adultes. Cette règle est notamment édictée en vertu de la Déclaration des principes religieux de l'organisation :

« Boy Scouts of America maintient qu'aucun membre ne peut grandir et devenir un bon citoyen sans reconnaître ses obligations envers Dieu. Dans la première partie du Serment scout, le membre déclare que « sur son honneur, il fera de son mieux pour faire son devoir devant Dieu et son pays, et obéir à la Loi scoute. » La reconnaissance de Dieu comme pouvoir créateur et régulateur de l'Univers et la reconnaissance de Ses pouvoirs et de la force de Ses bénédictions sont nécessaires pour créer le meilleur type de citoyen et la base de l'éducation des membres [de Boy Scouts of America]. »

Pendant le processus de demande d'adhésion, jeunes et adultes sont obligés de souscrire aux préceptes de la Déclaration des principes religieux, et s'engagent à respecter le Serment scout et la Loi scoute, qui imposent la notion de « devoir envers Dieu ». Ces engagements doivent être répétés périodiquement durant la vie du scout. Ainsi, BSA insiste sur le fait que les athées et agnostiques ne sont pas appropriés pour devenir les modèles imposés par ce Serment scout et cette Loi scoute, et que, par suite, ils ne peuvent être acceptés.
Toutefois, si BSA impose l'appartenance à une religion spécifique, elle n'impose pas forcément le christianisme en tant que tel. Elle reconnaît 38 religions, parmi lesquelles le bouddhisme, l'islam, le judaïsme, la wicca, le bahaïsme, le zoroastrisme, l'hindouisme ainsi que 28 branches du christianisme.

### Position vis-à-vis des homosexuels

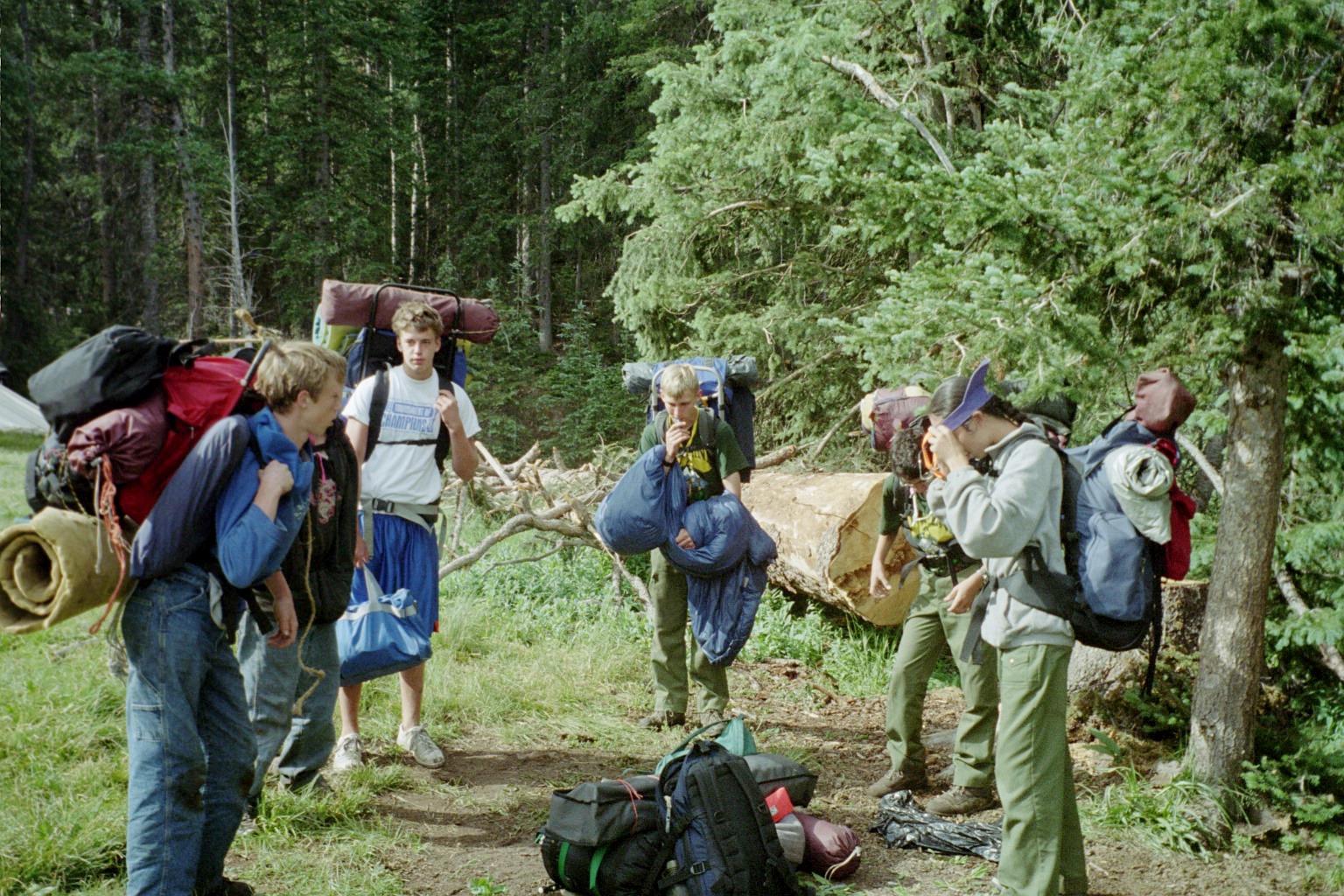
Les activités de scoutisme de BSA sont interdites aux homosexuels.

Depuis 1991, les homosexuels sont officiellement interdits au sein de BSA. La règle édictée en 1991 par l'organisation est la suivante :

« Nous croyons que les homosexuels ont une conduite qui ne répond pas aux exigences du Serment Scout puisque le scout doit être moralement droit, et qui ne répond pas non plus à la Loi Scoute qui insiste sur le fait qu'un scout doit être propre en paroles et en actes ; les homosexuels ne peuvent pas fournir un rôle de modèle désirable pour les scouts. »

Les propos tenus par BSA à l'encontre des homosexuels ont évolué au cours du temps. Ainsi, en 1993, la règle est simplifiée :

« Nous n'autorisons pas l'adhésion d'homosexuels en tant que membres ou leaders de Boy Scouts of America. »

En 2004, l'organisation adopte une nouvelle règle, qu'elle nomme « politique de Modèle pour la Jeunesse » :

« Boy Scouts of America croit que la conduite homosexuelle n'est pas en cohérence avec les obligations formulées au sein du Serment scout et de la Loi scoute, qui indiquent que le scout doit être moralement droit et propre dans ses pensées, ses mots et ses actes. La conduite des jeunes membres doit être en adéquation avec le Serment scout et la Loi Scoute, et l'appartenance à Boy Scouts of America est subordonnée à la volonté d'accepter les valeurs du scoutisme et ses croyances. La plupart des garçons rejoignent le scoutisme quand ils ont 10 ou 11 ans. Quand ils continuent dans le programme scout, tous les scouts sont appelés à prendre des positions de leaders. Dans le cas peu probable où un garçon plus âgé se présenterait comme homosexuel, il ne serait pas en mesure de continuer dans une position de leadership auprès des jeunes. »

Bien que ces discriminations s'appliquent directement aux homosexuels, les formulaires d'inscription à BSA pour jeunes et adultes ne font pas référence à l'orientation sexuelle. Il n'existe pas d'enquête sur l'orientation sexuelle des postulants. Mais la règle est toutefois appliquée avec rigueur. En 2005, un employé de haut niveau au sein de Boy Scouts of America fut licencié par le Conseil national de l'organisation après que ce dernier eut été informé d'une facture pour des vacances dans un lieu réservé aux homosexuels. En 2009, une scout et sa concubine, dans le Vermont, furent interdites de scoutisme quand leur homosexualité fut révélée.
Les politiques du Conseil national sont déclinées à l'échelle locale, qui se doit d'adhérer aux règles, sous peine d'exclusion. Pourtant, trois Conseils locaux ont ajouté les homosexuels à la liste des classes d'individus protégés contre les discriminations, deux en 1991 et un en 1993. Tous trois ont prôné que ces changements n'étaient pas en conflit direct avec la politique nationale de BSA. Cette prise de position généra une forte controverse au sein même de l'organisation. Les partisans d'une libéralisation des politiques de l'organisation indiquent toutefois que ces exemples ne sont pas un vrai changement au sein de l'organisation et que l'évolution des mentalités n'a pas encore eu lieu. Ceux qui luttent contre la libéralisation dénoncent ces changements comme une volonté de conflits avec le Conseil national et demandent une punition pour ces Conseils locaux. Sous la menace d'une exclusion, l'un de ces Conseils locaux a annulé sa décision.
Les Conseils locaux ayant adopté des lois anti-discriminatoires pour autoriser le scoutisme aux homosexuels ont vu leur apport financier diminuer. Certains furent totalement supprimés. Dans les faits, si ces groupes locaux autorisent les homosexuels, ils bloquent pourtant l'accès à ces derniers aux postes-clefs. Ainsi, en 2001, le Boston Minuteman Council adopte une politique de non-discrimination, mais interdit à un militant gay le poste de conseiller aux médailles du mérite sur la base de son orientation sexuelle. La même année, neuf Conseils locaux proposent une résolution autorisant l'accès aux homosexuels « avoués » à BSA – hors postes de direction – mais la demande est vivement rejetée par le Conseil national.
D'autres exemples ayant eu un retentissement fort dans la presse américaine illustrent la politique de discrimination à l'encontre des homosexuels : en 2001, BSA « interdit une sortie des scouts à Oak Park, dans l'Illinois, parce que les organisateurs de cette sortie, formés d'un groupe de parents et d'enseignants, adhèrent à une politique anti-discriminatoire ». Les Conseils locaux ayant obtenu des dérogations auprès de la justice pour autoriser l'accès aux homosexuels sont exclus par le Conseil national, comme le Cradle of Liberty Council de Philadelphie qui adopta une politique de non-discrimination à l'égard des homosexuels en 2003.
Toutefois, si les politiques de BSA ont été plusieurs fois ébranlées à l'échelle locale, l'organisation n'a jamais été condamnée pour discrimination à caractère illégal : en tant qu'organisation privée aux États-Unis, elle bénéficie de la liberté d'association, comme cela fut rappelé lors du procès Boy Scouts of America et al. v. Dale.
En mai 2013, 61 % des 1 400 délégués de l'assemblée générale des Boy Scouts of America se prononcent en faveur de la fin de l'interdiction des homosexuels dans ses rangs. Deux ans plus tard, le conseil d'administration choisit à 79 % d'abroger l'interdiction des « dirigeants adultes et employés ouvertement homosexuels ». Cependant, les organisations religieuses locales peuvent continuer à exclure des encadrants ouvertement homosexuels.

### Position vis-à-vis des femmes
L'organisation indique que « les programmes de Boy Scouts of America ont été créés pour faire se rencontrer des garçons entre 8 et 14 ans, et leur faire partager des moments d'émotion, de réflexion et de travail physique ». De fait, BSA n'accepte pas les jeunes filles dans ses programmes.
L'organisation renvoie à son programme Learning for Life (« Apprendre pour la Vie »), qui est ouvert aux jeunes hommes et aux jeunes femmes de 14 à 21 ans, pour se justifier d'une absence de discriminations à l'encontre des femmes,.
Le programme Learning for Life se donne pour objectif d'inculquer les valeurs de l'organisation. Les interventions sont effectuées dans les écoles ou sur les lieux de travail. Les positions des dirigeants sont exprimées à travers ce programme, visant les jeunes et les adultes. Il vise toutes les populations et n'impose pas de restrictions vis-à-vis de sa distribution. Il peut ainsi avoir pour cible les homosexuels, les femmes, les agnostiques et les athées.

## Politiques des autres organisations scoutes

### Politique des autres organisations scoutes américaines
L'organisation Girl Scouts of the USA (GSUSA) accepte les gays et lesbiennes, et autorise ses membres à substituer un autre nom à la place de Dieu lorsqu'ils récitent la Promesse scoute féminine.
Afin de contrecarrer cette vision libérale, l'organisation scoute chrétienne American Heritage Girls (AHG) se veut fournir une « alternative » à GSUSA. Ainsi, les règles d'AHG discriminent volontairement les gays, lesbiennes, athées et agnostiques, et retrouvent en cela les interdictions de BSA. Cette association a été créée par des parents mécontents de voir l'ouverture de GSUSA à des homosexuelles, et révoltés par le fait d'accepter la substitution du mot Dieu dans la Promesse scoute féminine par des membres qui ne seraient pas croyants. AHG compte environ 6 000 membres, alors que GSUSA compte 2 500 000 jeunes et 900 000 adultes.
D'autres organisations de jeunesse scoute ne disposent d'aucune règle à l'encontre des homosexuels ou des athées, comme Camp Fire USA, SpiralScouts International ou 4-H.

### Politique de l'Organisation mondiale du mouvement scout

Emblème de l'Organisation mondiale du mouvement scout.

L'Organisation mondiale du mouvement scout (OMMS) est l'organisation internationale à laquelle BSA appartient depuis 1922. Cette organisation répertorie les membres de 155 organisations scoutes nationales, soit plus de 28 millions d'individus. Seule une organisation par pays est reconnue par l'OMMS. Certaines de ses fédérations se réclament d'une religion, d'une ethnie ou d'une langue spécifique.
D'un point de vue religieux, l'OMMS déclare dans ses Principes fondamentaux :

« Sous le titre « Devoir envers Dieu », le premier des principes mentionnés par le Mouvement scout est défini comme « l'adhésion à des principes spirituels, la fidélité à la religion qui les exprime et l'acceptation des devoirs qui en découlent ». Il convient de noter que, contrairement à ce que laisse suggérer le titre, le corps du texte ne réutilise pas le mot « Dieu », afin de préciser que la clause couvre également les religions qui ne sont pas monothéistes, comme l'hindouisme, ou celles qui ne reconnaissent pas un Dieu personnel, comme les bouddhistes. »

Bien que globalement rassemblées par l'engagement à suivre des valeurs issues de croyances religieuses, les associations de scoutisme peuvent disposer de systèmes de valeurs très différents de ceux adoptés par BSA ; et ce, dès l'intitulé de la Loi scoute et de la Promesse scoute. Ainsi, la plupart des associations de scoutisme ne demandent pas d'être « droit moralement », et les homosexuels peuvent être parfaitement intégrés, comme c'est le cas pour Scouts Canada ou la grande majorité des associations européennes, parmi lesquelles The Scout Association en Grande-Bretagne, Ring deutscher Pfadfinderverbände en Allemagne, ou encore la Svenska Scoutrådet suédoise ; toutes ces associations sont membres de l'OMMS,,.
Faire son « devoir envers Dieu » est un principe de scoutisme dans le monde entier et l'OMMS exige de ses membres (les organisations scoutes nationales) d'intégrer la référence aux « devoirs envers Dieu » dans leurs Promesses Scoutes respectives. Les associations scoutes appliquent ce principe à leur politique d'adhésion de différentes manières.
BSA s'inscrit sur une ligne dure en excluant les athées ou agnostiques de l'adhésion. A contrario, Scouts Canada définit les « devoirs envers Dieu » au sens large en matière d'« adhésion à des principes spirituels » et n'a pas de politique explicite d'exclusion des non-théistes.
De même, selon la Politique de l'égalité des chances de l'Association scoute du Royaume-Uni :

« Afin de permettre aux jeunes gens de grandir de façon indépendante vis-à-vis des adultes, la Méthode Scoute encourage ces jeunes gens à remettre en question ce qui a pu leur être inculqué. Les Scouts remettant en question l'existence de Dieu, leur spiritualité propre ou les croyances dans une religion quelconque recherchent simplement une meilleure approche de leur spiritualité. La notion de recherche du savoir est compatible avec la majorité des croyances religieuses mondiales.
Il est inacceptable de refuser à un jeune l'adhésion ou de le menacer d'une interdiction de continuer à participer aux activités scoutes, sous prétexte qu'il exprime des doutes sur la signification religieuse de la Promesse Scoute. »

## Actions en justice

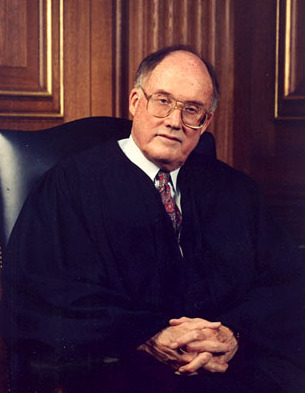
William Rehnquist, président de la Cour suprême des États-Unis à partir de 1986.

BSA a été traduit en justice pour ses règles discriminatoires relatives à l'adhésion de ses membres et de ses employés. Certains de ces procès sont relatifs aux règles demandant impérativement de croire en Dieu, d'autres à l'exclusion des gays, d'autres encore du fait de l'exclusion des filles pour certaines activités du programme scout,.
Effectivement, BSA n'admet que les garçons dans sa section Cub Scouting et dans ses programmes Boy Scouting. Plusieurs procès, déclenchés par de jeunes filles souhaitant être admises à ces programmes, se sont soldés par la victoire de BSA, qui n'est pas légalement obligé d'admettre des filles dans ses programmes.
De la même façon, au cours des années 1980 et 1990, plusieurs groupes de lutte contre les discriminations ont attiré l'attention des médias sur les pratiques de l'organisation, en vue de faire admettre les athées et les homosexuels dans l'organisation, y compris à des postes-clefs. Ainsi, en 1981, Tim Curran, un scout gay, a demandé à être accepté comme assistant au chef scout (procès Curran v. Mount Diablo Council). En 1991, les frères jumeaux William et Michael Randall, qui avaient refusé de réciter le passage sur le « Devoir envers Dieu » de la Promesse scoute des Cub Scouts et le Serment scout, demandèrent à pouvoir continuer le programme scout (procès Randall vs. Orange County Council et Welsh vs. Boy Scouts of America).
Outre ces cas connus, de nombreux autres procès ont eu lieu pour des raisons similaires. Dans tous les cas, les différentes cours de justice se sont prononcées en faveur de BSA. Effectivement, les cours ont statué sur le fait que BSA, en tant qu'organisation privée, avait le droit de fixer des règles d'adhésion, même discriminatoires, en vertu de la protection offerte par la définition de la liberté d'association telle que décrite dans le Premier Amendement de la Constitution des États-Unis.
Dans le cas du procès Boy Scouts of America et al. v. Dale, la Cour suprême des États-Unis a statué en 2000 que la liberté d'association dont pouvait jouir BSA lui permettait d'expulser un assistant au chef scout parce qu'il était gay. À la suite de cette décision, certains groupes et certaines communautés proches de mouvements de lutte contre les discriminations ont fait pression pour contrer BSA, avec un certain succès. Des sociétés, des groupes de soutien financier aux œuvres de charité et certains gouvernements locaux, critiquèrent ouvertement la politique de BSA, les menaçant de leur couper tout soutien financier et d'interdire l'utilisation de bâtiments publics pour leurs réunions.
A contrario, des groupes religieux et conservateurs ont apporté leur soutien à cette organisation scoute.
Ainsi, depuis la décision de la Cour suprême, le terrain d'affrontement est passé des tribunaux aux gouvernements locaux, avec une dimension financière non négligeable comme outil de pression. Dans le même temps, plusieurs procès ont été menés par l’Union américaine pour les libertés civiles en vue de faire interdire le financement public et les aides publiques pour BSA.

### Parrainage gouvernementale des unités scoutes
L’Union américaine pour les libertés civiles (ACLU) a engagé une action en justice afin de faire stopper le parrainage de BSA par le gouvernement fédéral américain, du fait de la violation des clauses du Premier amendement (de la Constitution américaine).
Le département américain de la Défense, à la suite de la victoire de l'ACLU, annonce en 2004 qu'il stoppe le parrainage direct des unités scoutes, par décision de justice. L'ACLU indique alors, :

« L'ACLU de l'Illinois a prouvé que la politique des Boy Scouts violait la liberté de religion d'une partie de la jeunesse qui voulait participer mais ne souhaitait pas jurer lors d'un serment religieux, et que le financement direct par le gouvernement de tels programmes était constitutif d'une discrimination religieuse. »

À la suite de cette décision de justice, BSA cessa de solliciter les entités gouvernementales, lui préférant des entités privées. Pour l'organisation, cela se traduisit par la perte de financement de 400 unités scoutes auparavant parrainées par des bases militaires américaines, et par la perte de financement de plus de 10 000 unités scoutes qui étaient soutenues par des entités gouvernementales, notamment des écoles publiques.

### Accès aux ressources gouvernementales
Dans certaines municipalités, les conditions sous lesquelles BSA peut accéder à des ressources gouvernementales publiques ou privées font l'objet de controverses, amenant là aussi à de nombreuses poursuites en justice. Historiquement, l'organisation bénéficiait de facilités d'accès aux ressources gouvernementales, sous la forme de prêts de terrains et de prêts de bâtiments.
Toutefois, certaines villes et certains États ont émis des réglementations qui limitent le soutien gouvernemental à des organisations pratiquant des politiques discriminatoires. Quand les politiques d'adhésion des Boy Scouts furent reconnues contraires aux lois en vigueur, certaines organisations ont fait pression sur le gouvernement pour modifier les termes bloquants les aides à BSA, et, a contrario, des individus ont intenté des poursuites pour empêcher des entités gouvernementales d'accorder ce qu'ils considèrent comme un accès préférentiel de BSA aux ressources gouvernementales.
Les États et gouvernements locaux maintiennent toutefois une certaine flexibilité quant aux aides et aux accès spéciaux dont bénéficie toujours BSA.

### Exemples de procès relatifs aux accès aux ressources gouvernementales

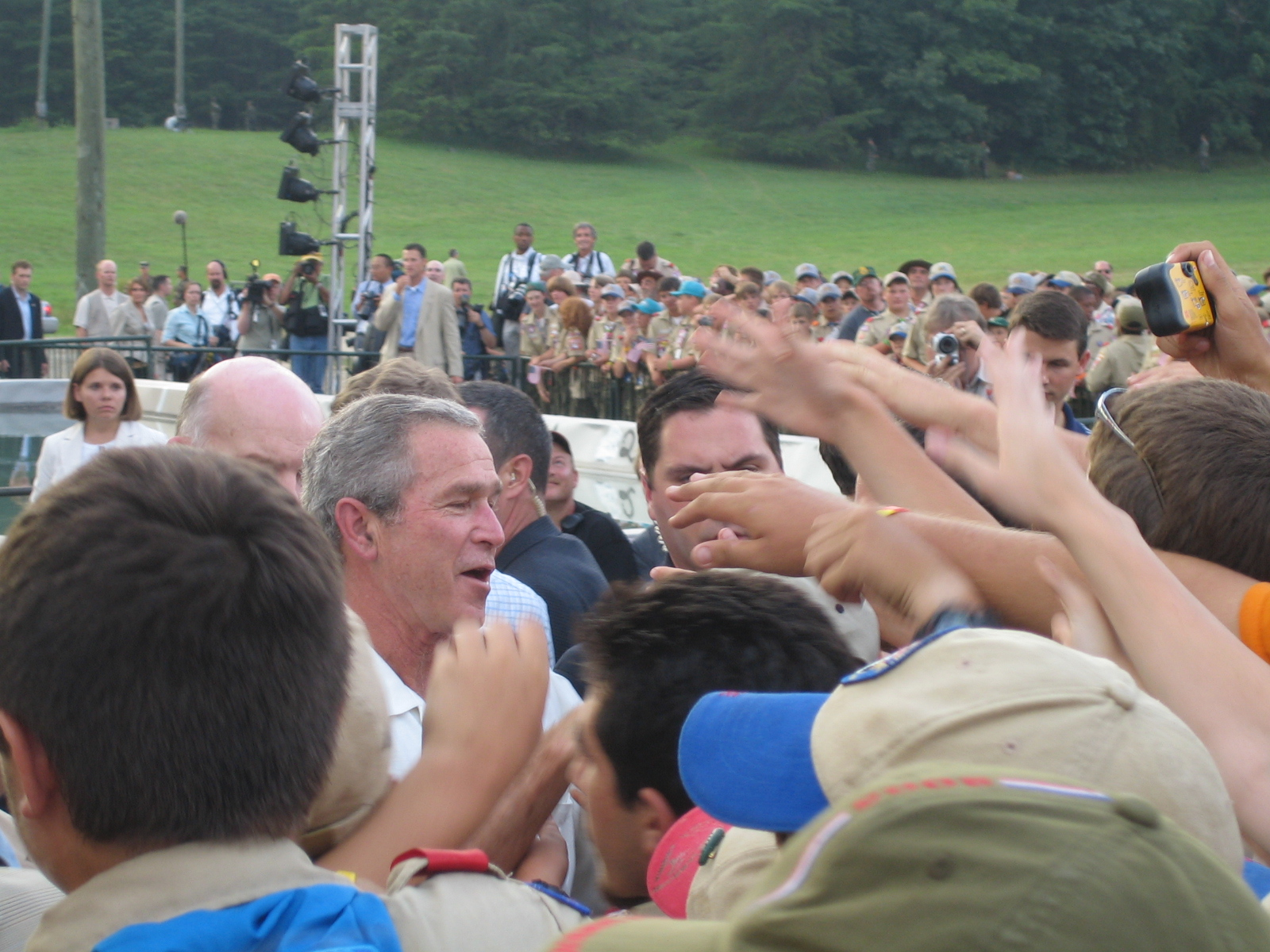
L'administration Bush était partisane du financement de BSA par le gouvernement.

Les procès ont porté notamment sur la qualification d'accès préférentiel ou égalitaire aux ressources gouvernementales pour BSA. Ainsi, une District Court américaine rendit un avis défavorable à l'encontre de la ville de San Diego qui avait prêté un terrain public au conseil local de BSA (Barnes-Wallace vs. Boy Scouts of America) et un même avis fut rendu à l'encontre de la ville de Philadelphie qui avait prêté un terrain public au conseil local de BSA. Le conseil local de BSA a, de plus, porté plainte contre la ville pour rupture de contrat (Cradle of Liberty Council vs. City of Philadelphia).
En mars 2006, la Cour suprême de Californie décida, dans le cadre du procès Evans vs. Berkeley, que la ville de Berkeley n'était pas obligée de continuer à fournir gratuitement des docks aux Sea Scouts (branche nautique de BSA). Le 16 octobre 2006, la Cour suprême des États-Unis refusa l'appel du procès Evans vs. Berkeley. Quelques mois plus tard, en septembre 2006, la Cour suprême de l'Oregon décida que le recrutement de jeunes membres par BSA dans les écoles publiques ne violait pas les lois anti-discriminations de l'État de l'Oregon.
L'armée américaine fut aussi impliquée dans les procès, puisqu'elle donnait à BSA un accès permanent à la base de Fort A.P. Hill pour les National Scout Jamborees et le département de la Défense fournissait approximativement deux millions de dollars américains par an pour aider BSA à s'y établir. Un tribunal considéra les faits comme illégaux. Mais, le 4 avril 2007, la Cour d'appel fédérale des États-Unis a annulé cette décision du tribunal, permettant ainsi, dès 2010, aux Jamborees de continuer à bénéficier de ces avantages (procès Winkler vs. Rumsfeld),.

## Réactions aux politiques de BSA

### Opposition

Logo de l'Union américaine pour les libertés civiles

L'opposition aux politiques d'adhésion de BSA a ainsi été menée à la fois par de grandes organisations et par des individus. La plupart de ces oppositions sont nées au sein même du mouvement scout, qu'il s'agisse d'adhérents, de parents, de bienfaiteurs, ou d'organisations religieuses libérales opposées aux pratiques de BSA. Les oppositions peuvent se traduire par une tentative de prise en main de postes à responsabilités au sein de l'organisation pour en modifier les règles, de procès, ou de campagnes de départs volontaires de l'organisation.
L'opposant le plus célèbre reste néanmoins l’Union américaine pour les libertés civiles, qui a mis 14 fois en procès BSA entre janvier 1981 et mars 2006. Quelques membres du Congrès américain se sont aussi exprimés officiellement contre les politiques de BSA.
La décision du procès Dale vs. Boy Scouts of America, qui a mené à l'exclusion d'un individu pour cause d'homosexualité, a engendré des réactions hostiles au sein de l'organisation, et notamment le départ de plus d'une centaine de scouts qui ont rendu leur badge en signe de protestation,.
D'un point de vue religieux, l'Association universaliste unitarienne a affiché son opposition aux politiques de BSA, marquant le début d'une relation fortement conflictuelle entre les deux organisations. Ils reçurent le soutien, en 2001, de la Commission de l'Union pour le judaïsme réformé, qui a émis un appel à cesser les discriminations sous toutes leurs formes, et invité les membres de ses congrégations à ne plus aider BSA, et à retirer leurs enfants de l'organisation. Ils furent rejoints par l'Église unie du Christ, qui invita BSA à changer d'urgence ses règles, en rappelant que « La discrimination envers quiconque pour des raisons d'orientation sexuelle est contraire à notre compréhension des enseignements du Christ ».
La Secular Coalition for America s'exprima aussi sur ces politiques : « Notre gouvernement ne doit pas se fourvoyer dans des organisations religieuses ; il ne devrait pas non plus aider à construire un club religieux privé ».

### Perte de soutiens

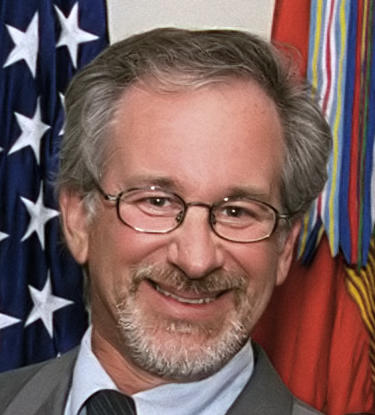
Steven Spielberg, en 1999

Certaines entités publiques et institutions privées ont coupé leurs aides financières à BSA, du fait de l'incompatibilité entre leurs politiques de non-discrimination et les politiques de l'organisation. C'est ainsi que 50 des 1 300 entités de l’United Way of America, dont celles de Miami, Orlando, Philadelphie, San Francisco et Seattle, ont stoppé leur aide.
BSA a aussi perdu les financements dont elles disposaient auprès de grandes sociétés qui étaient des donateurs réguliers. On peut citer parmi eux la Chase Manhattan Bank, Levi Strauss, FleetBoston, CVS/pharmacy et Pew Charitable Trusts. Les sommes en jeu sont importantes, puisque, par exemple, Pew Charitable Trusts, support de BSA pendant 50 ans, a décidé d'annuler son don annuel de 100 000 dollars américains et de cesser tout don pour l'organisation dans le futur.
La perte se traduit aussi en termes d'image. Le réalisateur Steven Spielberg, qui a soutenu pendant de longues années BSA, dépeignant notamment le jeune Indiana Jones comme un Boy Scout dans son film de 1989 Indiana Jones et la Dernière Croisade et créant le Badge du Mérite de l'organisation, a fait part de son mécontentement. Spielberg quitte effectivement le Conseil consultatif de BSA en 2001, déclarant : « J'ai été profondément attristé de voir que Boy Scouts of America participe activement à des actes discriminatoires ».

### Efforts pour modifier les politiques d'adhésion
De nombreuses tentatives ont été engagées (outre la voie législative) afin de modifier les politiques d'adhésion de BSA à l'encontre des athées et des gays. La plus connue est celle qui fut menée en 2001 par neuf conseils locaux, afin d'autoriser le maintien de gays au sein de l'organisation. Faisant pression au côté d'organisations de bienfaisance, elles furent entendues par le bureau exécutif de BSA, mais reçurent un avis négatif en 2002.
Des associations se formèrent aussi au sein du mouvement scout pour lever les discriminations frappant athées et gays. La première initiative du genre fut l'œuvre de William Boyce Mueller, scout et petit-fils du fondateur de BSA William Dickson Boyce, qui appela à la création d'un groupe de scouts gays, nommé « The Forgotten Scouts » (« Les Scouts oubliés »). Dans le même temps furent créées la Coalition for Inclusive Scouting et la ScoutPride, qui ne sont plus actives en 2010, et dont l'aura fut limitée. Puis, en 1993, Scouting for All fut lancé au sein de BSA, pour promouvoir la tolérance et la diversité culturelle. Le but était de maintenir une structure au sein de BSA qui promeuve l'égalité de traitement entre individus ayant des orientations sexuelles différentes.
En 1998, BSA exclut le fondateur de Scouting for All, scout de l'organisation depuis 59 ans, pour avoir « entraîné la jeunesse scoute dans son mouvement ». Ce dernier, qui n'est pas gay, indiqua qu'il avait toujours obéi à toutes les règles de l'organisation et qu'il n'avait jamais tenté de faire passer ses idées pendant les réunions ou rassemblements scouts. Il accusa BSA d'enfreindre ses propres règles, puisqu'il avait été exclu sans avoir le droit de présenter des preuves d'innocence devant le bureau régional de l'organisation, ce qui est pourtant obligatoire d'après les procédures standards de BSA,.

### Soutiens

#### Soutien du gouvernement fédéral
Sous l'administration Bush, la Chambre des représentants des États-Unis et le Sénat américain ont fait passer plusieurs résolutions visant à soutenir BSA. En novembre 2004, la Chambre des représentants fit passer une résolution, avec 391 voix contre 3, indiquant que BSA rendait un service public du fait de son travail. Puis, en février 2005, la Chambre passe une résolution avec 418 voix contre 7, indiquant que « Le département de la Défense doit continuer à exercer son autorité statutaire afin d'aider et de soutenir les activités de BSA, en particulier son rassemblement national périodique et le jamboree mondial ».

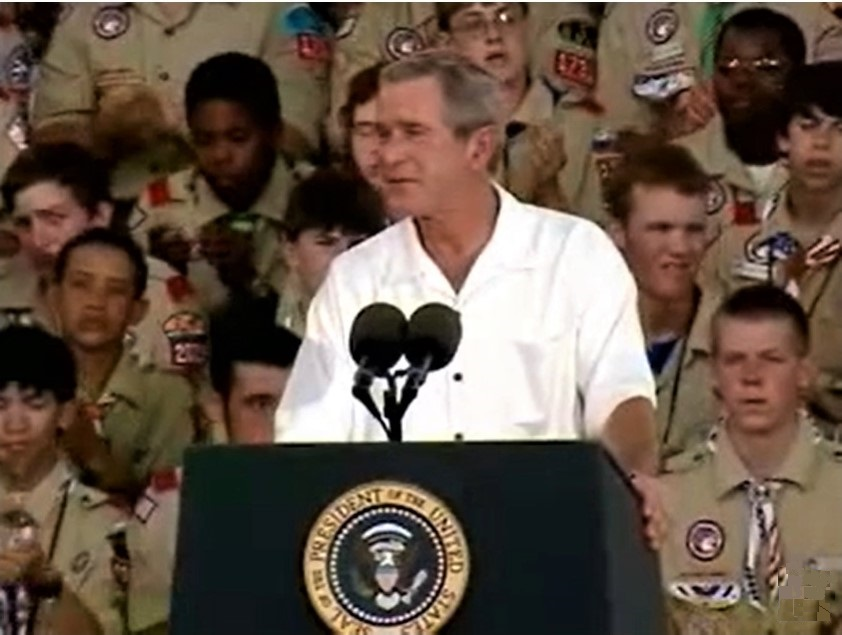
L'ancien président Bush s'adresse aux scouts à Fort A.P. Hill en Virginie.

Le Congrès américain a passé deux amendements relatifs aux accès controversés des ressources gouvernementales à BSA. En 2001, le Congrès fait passer le Boy Scouts of America Equal Access Act, qui facilite l'accès à BSA pour l'ensemble des lieux relatifs à l'éducation. Puis, en juillet 2005, le Sénat vote à l'unanimité en faveur du Support Our Scouts Act, définitivement adopté en décembre 2005, qui autorise et encourage le financement par le gouvernement de BSA en général et le financement des jamborees par les gouvernements fédéraux. L'un des porteurs de ce projet, Bill Frist, sénateur américain, explique : « La législation permettra à BSA de remplir complètement sa mission sans avoir à perdre du temps pour se défendre contre des attaques vides de sens ».
En 1911, le président des États-Unis William Howard Taft fut le premier à prendre le poste de président honoraire du Boy Scouts of America ; la tradition fut suivie par chaque nouveau président. À son tour président honoraire, l'ex-président américain George W. Bush s'adresse en juillet 2001 aux scouts lors de la National Scout Jamboree et félicite les scouts de conserver « les valeurs qui font des familles fortes, des communautés fortes et un caractère fort, car ces valeurs scoutes sont les valeurs de l'Amérique ».
En janvier 2009, l’American Humanist Association et 18 autres organisations non théistes envoient une lettre ouverte au président élu Barack Obama, l'invitant à ne pas devenir président honoraire de BSA du fait des controverses agitant l'organisation. Mais Barack Obama accepta le poste et reçut le rapport annuel de BSA de la part d'un groupe de scouts en février 2009.

#### Autres soutiens
Un grand nombre d'individus, de commentateurs, et de groupes conservateurs ont pris parti pour Boy Scouts of America.
Une pétition en ligne, qui a reçu plus de 375 000 signatures électroniques, a montré un soutien aux scouts de la part de personnes se disant « profondément troublées par les récentes attaques dont a été l'objet Boy Scouts of America, simplement parce que les scouts ont pris position en faveur de la foi et des valeurs morales ». La pétition affirme en outre qu'« en tant qu'organisme privé, BSA a parfaitement le droit de fixer des normes pour le leadership et la morale ».
D'un point de vue religieux et financier, l'Église de Jésus-Christ des saints des derniers jours est un des soutiens les plus ardents de BSA et enseigne que l'homosexualité est immorale. Cette Église est le plus important sponsor des unités scoutes avec plus de 30 000 unités scoutes financées à travers le pays, soit environ 13 % des jeunes scouts. Elle a acté qu'elle cesserait toute forme de financement s'il advenait que BSA accepte des gays comme leaders parmi les scouts. Cette décision est cohérente avec les prises de position de l'Église qui interdit toute activité sexuelle à ses membres gay sous peine d'excommunication et restreint fortement leur accès aux mêmes droits et privilèges que leurs coreligionnaires hétérosexuels, notamment aux cérémonies du Temple.